# Taphao Thong
Taphao Thong (47 Ursae Majoris b) ist ein Exoplanet, der den rund 46 Lichtjahre von der Sonne entfernten Gelben Zwerg Chalawan im Sternbild Großer Bär umkreist. Er ist der innerste der drei bekannten Planeten im Planetensystem von Chalawan.

## Entdeckung
Der Planet wurde Anfang 1996 mittels der Radialgeschwindigkeitsmethode durch Geoffrey Marcy und R. Paul Butler entdeckt. Beide hatten kurz zuvor auch den Planeten 70 Virginis b nachgewiesen, wenige Monate nach dem Fund von 51 Pegasi b, dem ersten bekannten Planeten um einen sonnenähnlichen Hauptreihenstern.

## Eigenschaften
Taphao Thong hat eine Mindestmasse von rund 2,53 Jupitermassen und umkreist seinen Zentralstern in etwa 1078 Tagen (bzw. 2,95 Jahren) in einer Entfernung von 2,10 AE. Er war der erste entdeckte Exoplanet mit einer langperiodischen Umlaufbahn. Bezogen auf das Sonnensystem liegt seine Umlaufbahn zwischen der von Mars und Jupiter.
Messungen des europäischen Astrometriesatelliten Hipparcos legten 2001 zunächst nahe, dass die Umlaufbahn von Taphao Thong eine Bahnneigung von 63,1° aufweist. Der Planet hätte in diesem Fall eine Masse von rund 2,9 Jupitermassen gehabt. Es stellte sich später jedoch heraus, dass die Messungen nicht präzise genug sind, um die Bahnen substellarer Begleiter genau zu bestimmen.
Aufgrund der Masse von Taphao Thong ist anzunehmen, dass es sich um einen Gasplaneten handelt. Seine Atmosphäre enthält möglicherweise Wasserwolken.

## Namensherkunft
Wie alle Exoplaneten wurde Taphao Thong ursprünglich allein mit dem offiziellen Namen des Sterns und einem Kleinbuchstaben, entsprechend der Reihenfolge der Entdeckung, bezeichnet. Nach einem öffentlich ausgeschriebenen Wettbewerb der IAU erhielt er am 15. Dezember 2015 einen offiziellen Namen nach Taphao Thong, einer von zwei Schwestern aus der thailändischen Sage vom Krokodilkönig Chalawan.